# Mazzarella (cognome)
Mazzarella è un cognome di lingua italiana.

## Varianti
Mazzarelli, Mazzarello.

## Origine e diffusione
Cognome tipicamente siciliano e pugliese, è presente anche nel romano, nel napoletano e nel casertano, oltre che più sporadicamente nel resto della Campania.
Potrebbe derivare da un toponimo o da un aferesi del prenome Tomazo.
In Italia conta circa 1077 presenze.
La variante Mazzarelli compare nel beneventano, nel potentino e nel barese; Mazzarello è tipicamente alessandrino e genovese.

## Persone
- Andrea Mazzarella (1764-1823) –  poeta, avvocato e patriota italiano
- Bonaventura Mazzarella (1818-1882) – magistrato, filosofo, pastore protestante e politico italiano
- Carlo Mazzarella (1919-1993) – attore, giornalista e showman italiano